# 蜂蜜

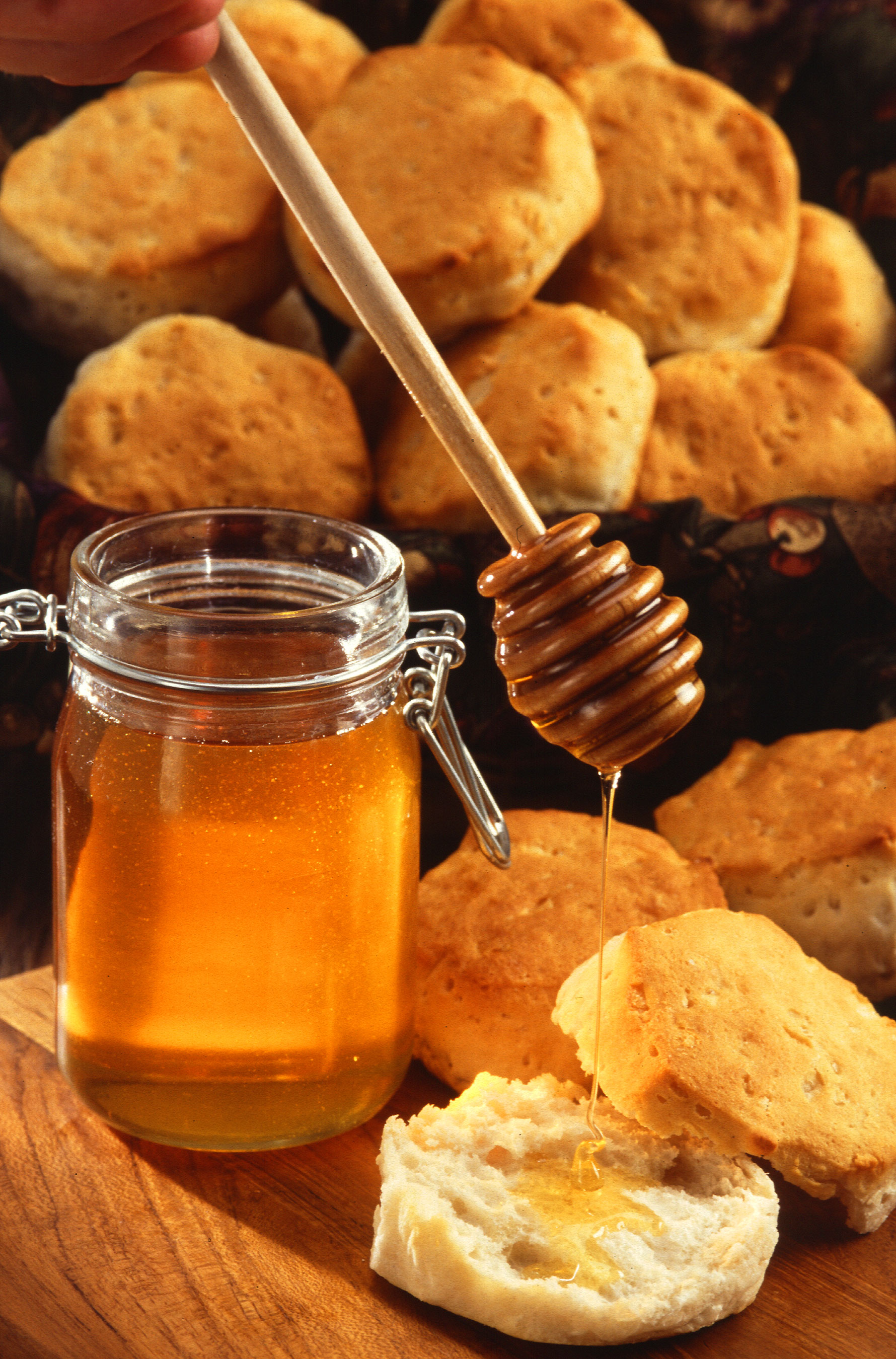
蜂蜜とアメリカンビスケット

蜂蜜（はちみつ）とは、ミツバチが花の蜜を採集し、巣の中で加工、貯蔵されたものをいう。約8割の糖分と約2割の水分によって構成され、ビタミンやアミノ酸、ミネラル類などの栄養素をわずかに含む。味や色は蜜源植物によって様々である。
本来はミツバチの食料であるが、しばしば他の生物が採集して食料としている。「蜂蜜の歴史は人類の歴史」ということわざがあるように、人類も、古来、食用や薬用など様々な用途に用いている。人類は初め、野生のミツバチの巣から蜂蜜を採集していたが、やがてミツバチを飼育して採集すること（養蜂）を始めた。
人類による蜂蜜の生産量は、世界全体で年間約120万トンと推定される。
安全性で後述するように乳児に与えるのは危険なので、絶対に与えてはならない食品である。

## 採集

### ミツバチによる花の蜜の採集

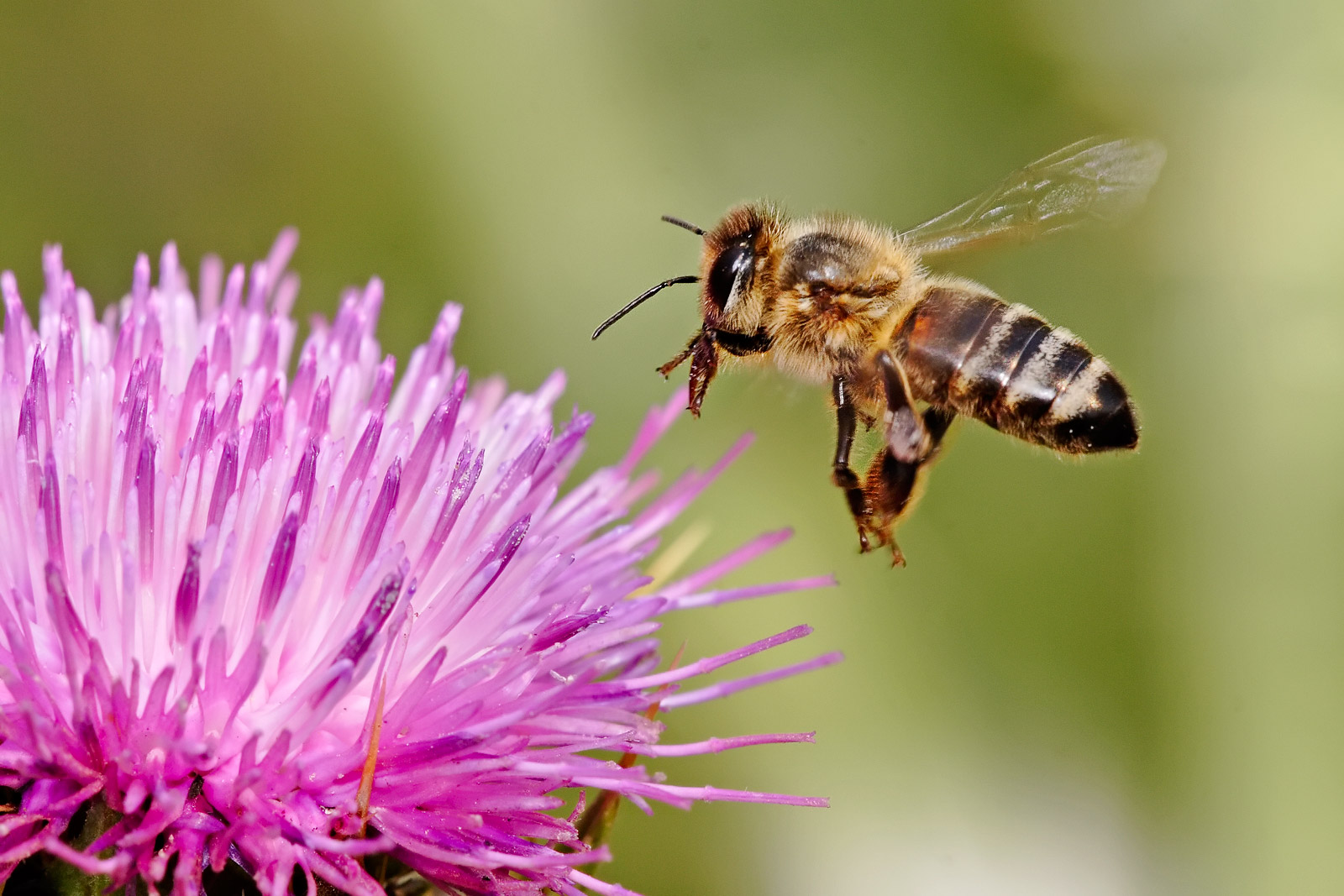
花の蜜を採集するセイヨウミツバチ

蜂蜜のもととなる花の蜜は、メスのミツバチによって採集される。採集された花の蜜はショ糖液、つまり水分を含んだスクロース（ショ糖）の状態で胃の前部にある蜜嚢（蜜胃）と呼ばれる器官に貯えられる。蜜嚢が花の蜜で満たされると、ミツバチは巣へ戻る。
一般にはミツバチが採集した花の蜜のことを蜂蜜と呼ぶと考えられがちであるが、花の蜜が巣の中で加工、貯蔵されたものが蜂蜜であり、両者の性質には物理的、化学的な違いがある。まず、花の蜜は蜂蜜よりも糖濃度が低い。一般に花の蜜の糖度はミツバチが採集した段階で40%未満であるが、巣に持ち帰られた後で水分の発散が行われる結果、蜂蜜の糖度は80%前後に上昇する。また、水分を発散させるための作業の一つとして、ミツバチは巣の中で口器を使って蜜を膜状に引き延ばすが、この際ミツバチの唾液に含まれる酵素（インベルターゼ、転化酵素）が蜜に混入し、その作用によって蜜の中のスクロースがグルコース（ブドウ糖）とフルクトース（果糖）に分解される。
また、本来は花の蜜に含まれない物質がミツバチの口器から混入する。一例としてコリンが挙げられる。コリンはミツバチの咽頭腺から分泌されるローヤルゼリーに含まれる物質であり、ミツバチが花の蜜の水分の発散と並行して同じく口器を用いて咽頭腺から分泌されたローヤルゼリーを女王蜂の幼虫に与える作業を行うため、ローヤルゼリー中のコリンが蜂蜜に混入すると考えられる。
ちなみに、中国の明代の薬学書『本草綱目』は「臭腐神奇」という霊的な作用によって大便から蜂蜜が生成されると説いており、この説は同じく明代の産業技術書『天工開物』や日本の江戸時代の類書『和漢三才図会』に受け継がれた。日本ではこの説に対し、江戸時代の本草学者貝原益軒が蜂蜜は花の蜜から作られると反論した。日本初の養蜂書『家蜂畜養記』の著者久世敦行も同様に反論を行った。

### 人による蜂蜜の採集
エバ・クレーンの研究によれば、1万年前には既に人類による採蜜が始まっていた。人類は当初、野生のミツバチの巣から蜂蜜を採集していた。1919年に、スペインのアラニア洞窟で発見された、紀元前6千年頃とみられる新石器時代の岩壁彫刻は人類と蜂蜜の関係を示す最古の資料とされ、片手に籠状の容器を持って縄梯子を登って天然の洞穴に近づき、蜂蜜の採集を試みる人物が描かれている。この壁画では洞穴とミツバチが非常に大きく描かれており、古代人の蜂蜜への関心の高さとミツバチに対する恐怖の大きさを表していると解釈することができる。
やがて人類は養蜂、すなわちミツバチを飼育して蜂蜜を得る方法を身に付けた。古代エジプトではおよそ5000年前に粘土製の管状の巣箱を用いた養蜂が始められ、巣箱を移動させながら蜜を採集させること（転地養蜂）も行われた。ギリシア神話には養蜂の神アリスタイオスが登場する。
養蜂は、閉鎖空間の中に巣を作るというミツバチの習性を利用し、内側をくり抜いた丸太や土管、わら縄製のスケップ、木製の桶などを用いて行われる。かつては巣を切り取り、押し潰して蜜を搾り取る方法が採用されていたが、これはミツバチに大きなダメージを与えるものであった。現代的な養蜂では木製の枠の中に巣を作らせ、蜜が貯まると蜂蜜分離器（遠心分離器）にかける方法が採用されている。遠心分離器による採蜜法は1865年に、オーストリアのフルシュカによって考案された。遠心分離機の活用によってミツバチ一群あたりの蜂蜜の採集量はおよそ5倍ないし10倍に増加した。
採集した蜂蜜には微量の花粉や巣の破片が含まれている。市場に流通している蜂蜜の多くは、それらを濾過した後で容器に詰められているが、濾過には限界があり、若干の不純物が残留する。
蜂は基本的に植物由来の蜜を集めるが、天候不良などによって蜜の収集が捗らない場合は、様々な糖を集める習性がある。ゴミ箱の空き缶からジュースの飲み残しを集めたり、食品工場の廃棄物を集めたりといった事例が知られ、その場合は材料に由来した色彩の蜜となる。例えばチョコレート工場やマラスキーノ・チェリー工場からの廃棄物を集めた蜂によって、赤色や青色の着色剤入りのカラフルな蜜ができることがあるが、こういった蜜は商品価値がほとんどない。

## 成分と性質

### 成分
蜜源植物と採集季節によって変動するが、約72%の糖分と約21%の水分によって構成され、微量の栄養素など（ビタミン、ミネラル、アミノ酸、有機酸、酵素、色素、香気物質）も含まれる。有効成分が蜂蜜の中で果たす働きについては未解明な点も多い。ビタミン、ミネラル、アミノ酸の多くは花粉に由来する。
| フルクトース | 50.49% |
| グルコース   | 41.88% |
| スクロース   | 01.35% |

糖分
糖分のほとんどはグルコース（ブドウ糖）とフルクトース（果糖）で、少量のオリゴ糖とスクロース（ショ糖）、さらにデキストリンも含まれる。
スクロースは蜜蜂に採集される花の蜜の主成分であり、巣の中で蜂蜜に転化しなかったものである。標準的な蜂蜜に占めるスクロースやデキストリンの割合はせいぜい1ないし3%まで、5%を超える蜂蜜については分解が十分に進んでいないか、純粋ではない、つまり蜂蜜以外のものが混入していることを疑う必要がある。デキストリンは、人工的に作られたグルコースや水飴に大量に含まれる。ただし甘露蜜は一般にデキストリンが10%前後含まれる。
ミネラル
ミネラルの一つである鉄にはタンニンと化学反応を起こして黒くなるという性質がある。そのため、紅茶の中に蜂蜜を入れて黒く変色するかどうかで蜂蜜が純粋かどうかを判別することができるといわれることがある。しかし蜂蜜には金属を溶解させる性質があり、鉄を含む金属製の容器に貯蔵された場合、蜂蜜に溶け込んだ容器の鉄分がタンニンと反応を起こすため、確実な方法とはいえない。
ビタミン
ビタミンのうち約9割は活性型で少量の摂取で効果が見込める上、きわめて安定しており、果物と比べ貯蔵中の減少率が非常に少ない。ビタミンの含有量は蜜源植物によって大きく異なり、また脱臭脱色をすると大幅に、場合によってはほとんど全て失われてしまう。
酵素
酵素のうちインベルターゼ（転化酵素）は、前述のようにスクロースをグルコースとフルクトースに分解する働きを持ち、ミツバチが採集した花の蜜を蜂蜜に変化させる役割を担う。スクロースの分解が十分に進んでいない蜂蜜を採集した場合、インベルターゼの働きによって貯蔵中に分解が進む。インベルターゼは熱によって機能を失う。そのため、分解が十分に進んでいない蜂蜜を加熱して水分を除去した場合、濃度を見ると標準的な蜂蜜だがショ糖の含有量が不自然に多い製品が出来上がってしまう。グルコースオキシダーゼは、グルコースから有機酸（グルコン酸）を作り出す。ジアスターゼはデンプンをデキストリンやマルトース（麦芽糖）に分解する働きをもつ。ドイツやオランダ、スイスの一部ではジアスターゼの含有量が少ない蜂蜜を、人為的な加工がされている可能性があるとして低く評価する傾向がある。しかしジアスターゼの含有量は蜜源植物の種類によって異なる面もあり、さらに長期間貯蔵すると減少する。アメリカの専門家の多くはジアスターゼの含有量に基づく品質の評価に否定的である。

### 品質
日本においては、はちみつ類の表示に関する公正競争規約によって品質が決められている。公正競争規約が対象とする「はちみつ」とは、以下の4つである。
- はちみつ - みつばちが植物の花みつを採集し、巣房に貯え熟成した天然の甘味物質であって、別表に定める性状を有し、別表に定める組成基準に適合したものをいう。
- 甘露はちみつ - みつばちが植物の分泌物又は同分泌物を吸った他の昆虫の排出物を採集し、巣房に貯え熟成した天然の甘味物質であって、別表に定める性状を有し、別表に定める組成基準に適合したものをいう。
- 巣はちみつ - 新しく作られて幼虫のいない巣房にみつばちによって貯えられたはちみつ又は甘露はちみつで、巣全体又は一部を封入したまま販売されるものをいう。
- 巣はちみつ入りはちみつ - はちみつ又は甘露はちみつに巣はちみつを加えたものをいう。

はちみつに採蜜源の花名を表示する場合には、当該はちみつのすべて又は大部分を当該花から採蜜し、その花の特徴を有するものであって、かつ、採蜜国名を表示しなければならない。また、「国産」の表示は、原料蜜の全てが日本国内で採蜜されたものでなければならない。

### 性質

#### 保存性
保存性の高さは、高糖度とpH 3.7程度の酸性と酵素によって生成される過酸化水素によって与えられ、グルコースとフルクトースが主成分であることから、蜂蜜は消化の必要なしに、手早くエネルギーを得ることができる。グルコースとフルクトースの比率を比較すると、フルクトースの方が若干多い傾向にある。グルコースとフルクトースはともに単糖であり、摂取後体内でそれ以上消化・分解する必要がなく、短時間で体内に吸収される。さらにフルクトースの吸収速度がグルコースのおよそ半分であることから、吸収によって血糖値が急激に上昇することはない。

#### 結晶化

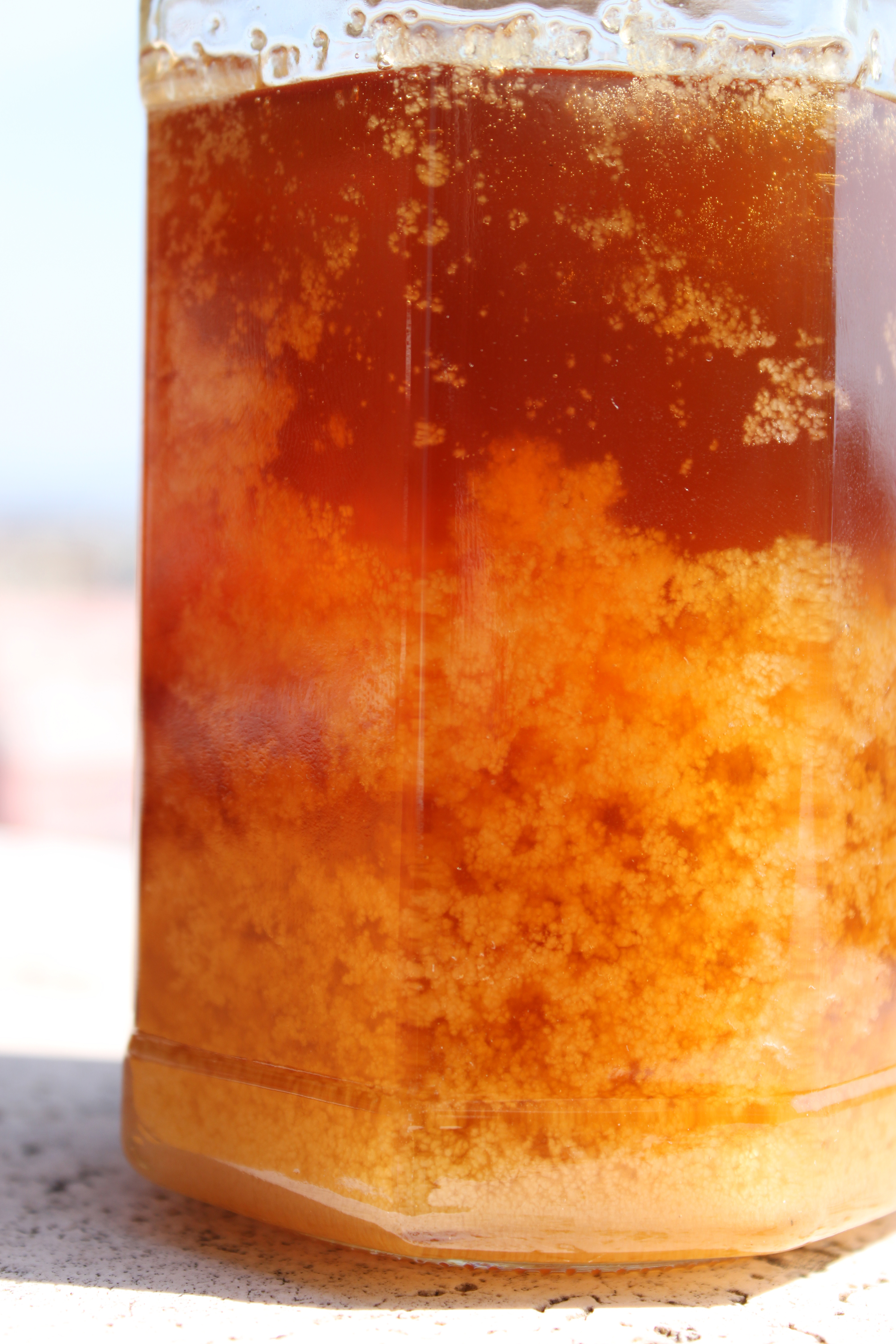
結晶が沈殿した蜂蜜

蜂蜜には、低温中で粒状の結晶ができ白く固まる性質があるが、これはグルコースの性質によるものである。ただし低温であればあるほど結晶化しやすいというわけではなく、結晶化しやすいのは摂氏5度ないし14度弱であり、摂氏マイナス18度弱以下になるとほとんど結晶化しなくなるといわれている。グルコースを多く含む蜂蜜ほど早く結晶化し、グルコースの含有量が少なくフルクトースを多く含む蜂蜜は結晶化しにくい。また、結晶化が早いと結晶のきめが細かくなる傾向がある。どのように結晶化していくかは、蜂蜜の比重によって異なる。比重の小さい蜂蜜の場合、液体状の蜂蜜より比重の大きい結晶が底に沈殿するため、底の方から結晶化するかのような印象を与える。比重の大きい蜂蜜の場合、液体状の蜂蜜と結晶の比重の差がほとんど同じであるため、蜂蜜全体が結晶化していく。加熱することで結晶は溶けるが、加熱し過ぎると色が濃くなったり風味が若干変化したりするなどの影響が生じる。結晶を経た蜂蜜は再び結晶しにくいが溶け残った結晶がある場合、しばらくするとそこを核として再び結晶化が進行する。結晶ができない蜂蜜は純粋ではないといわれることがある。これは多くの蜂蜜について妥当な判別法であるが、アカシアを蜜源とするものなど一部には純粋であってもなかなか結晶ができない蜂蜜もある。結晶を見て蜂蜜に砂糖が混入していると勘違いされることがある。

#### 水素イオン指数
蜂蜜の水素イオン指数（pH）は、酵素によって生成された有機酸を含むため、3.2から4.9（平均 3.7）と弱酸性であるものの、蜂蜜を摂取する際には酸味が感じられない傾向にある。これはグルコースおよびフルクトースの甘みが強く、かつ有機酸の7割を占めるグルコン酸の酸味がまろやかなためである。なお、ミネラルによって体内でアルカリが生成されるという俗説があるがこれは誤りである。

#### 生理的熱量
蜂蜜の標準カロリーは、100グラムあたり約294キロカロリー、または356キロカロリーで、鶏卵の約2.5倍、牛乳の約6倍に相当する。

#### 甘味度
蜂蜜の甘味度は、採集された花の種類によって若干差があるものの、同重量のスクロースとほぼ同じとされる。蜂蜜はフルクトースを多く含むが、フルクトースには甘味度が低温で高く、高温で低くなるという特徴がある。

#### 風味
蜂蜜は甘さとともに、独特の風味を持つ。これは蜂蜜に含まれるビタミン、ミネラル、アミノ酸、有機酸、酵素などの微量成分に由来する。風味は蜜源植物の種類によっても異なる。

#### 浸透圧
蜂蜜は浸透性が高いことで知られるが、これはグルコースとフルクトースの浸透性がともに高いからである。

## 利用法

### 食用

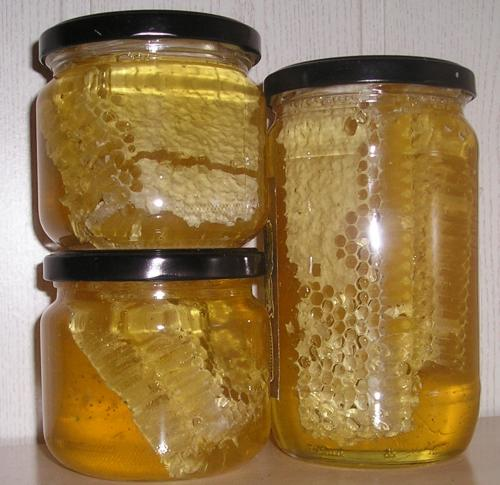
巣ごと容器に入れられた蜂蜜（巣蜜）

蜂蜜と人類の関わりは古く、英語には「蜂蜜の歴史は人類の歴史」ということわざがある。蜂蜜は、人類が初めて使用した甘味料といわれており、イングランド南部では紀元前2500年頃に壺型の土器に蜂蜜が入れられていた痕跡が発見されている。
人類は当初、巣房（ミツバチの巣を構成する六角形の小部屋）ごと食べる形で蜂蜜を摂取した。古代エジプトで蜂蜜は、イナゴマメ（キャロブ）と並び主要な甘味料であった。蜂蜜が人々の食生活に広く浸透し始めたのは古代ギリシャ時代のことで、ギリシア神話には巣に入った蜂蜜が供される場面が登場する。古代ギリシャでは多くの文芸作品、さらにはプラトン、アリストテレスといった哲学者の著作にも蜂蜜が登場する。アリストテレスの記述をもとにした試算では、当時のアッティカの自由市民1人あたりの消費量は20世紀後半の日本の国民1人あたりの消費量をはるかに上回っている。それに応じて養蜂も盛んに行われ、プルタルコスの『対比列伝』には、政治家ソロンが活躍した時代に養蜂場間の距離規制（300プース以上離さなくてはならない）に関する法律が制定されたという話題が登場する。
また蜂蜜を使った保存食も、古くから世界中で利用されてきた。現在でもジャム・プレザーブはもちろんのこと、レモンやゆずなどの果物、生姜などの野菜をそのまま蜂蜜漬けにしたものなどが日常的に食卓を彩っている。その他蜂蜜を固めて作ったのど飴や、蜂蜜ドリンクなど、様々な加工食品が製造されている。

#### 調味料
紀元前15世紀、トトメス3世時代のエジプトの遺跡の壁画には、養蜂とともに蜂蜜入りのパン菓子を作る様子が描かれている。約300年後のラムセス3世の墓の壁画にも同様の絵が描かれており、菓子の種類が増えていることが読み取れる。
エジプトのパン菓子はギリシャに伝わった。古代アテナイの喜劇作家アリストパネスの作品『アカルナイの人々』（紀元前425年発表）の中には蜂蜜入りのパンが登場する。紀元前200年頃にはギリシャ産の蜂蜜を使って72種類のパン菓子が作られていたといわれる。パンと菓子の分化も進んでいった。当時蜂蜜は大変高価で、キュレネの遺跡からは土地の権利と引き換えに蜂蜜を手に入れた入植者について記述された碑文が出土している。製菓、製パンにおいて蜂蜜は、甘みを加えるだけでなく酵母増殖を促進する機能も有している。その後、蜂蜜を使ったパンや菓子はローマ、さらにヨーロッパ全土へと広まった。古代ローマにおいて蜂蜜はパン以外の料理にも用いられた。ローマの美食家マルクス・ガウィウス・アピキウスの著書『アピキウスの料理書』に収録されているレシピは西洋料理の起源とされるが、500点中170点ほどが蜂蜜を使用した料理に関するものである。
東洋においては中国の戦国時代、楚辞『招魂』の中に「粔籹蜜餌」という名の蜂蜜を用いた菓子が登場する。「粔籹」は餅米粉と小麦粉、蜂蜜を混ぜて揚げた菓子を指し、「餌」はキビを臼でついて作った餅を指すことから、これはきび団子風の餅に蜂蜜をかけたもの、または餅に蜂蜜を混ぜて作ったものと推測される。「粔籹」という語は紀元前2世紀の墳墓、馬王堆漢墓の副葬品の竹簡にも登場する。「粔籹」の語は日本にも伝わり、平安時代中期発行の『和名類聚抄』に登場する。ただしここでは製法について「蜜と米を和し煮詰めて作る」と紹介されており、内容が変化している。ちなみに『和名類聚抄』において本来の「粔籹」は、「環餅」（まがり）として紹介されている。
魚料理に用いると、魚の臭みを減らす働きをする。これは蜂蜜に含まれる酸が魚の臭みの原因であるアミンの揮発性をなくすためである。煮魚や照り焼きを作る際に味噌や醤油に蜂蜜を混ぜると、香りの良さが向上する。これは蜂蜜の香り自体が魚の臭いを覆うだけでなく、蜂蜜に含まれるグルコースとフルクトースが魚のタンパク質や味噌・醤油のアミノ酸とアミノカルボニル反応と呼ばれる反応を起こし、それによって生じた香り成分がアミンと結合し、魚臭さを打ち消すことによる。
肉料理に用いると、浸透性の高さによって肉の組織に浸透し、過熱による肉の収縮・硬化を防ぐ。また、蜂蜜に含まれる有機酸は肉の保水性を高め、肉を軟化させる。さらにグルコースとフルクトースが熱によって短時間でカラメル化するため、肉の表面が固められ、内部に水分やうまみを閉じ込めることができる。
炊飯の際に蜂蜜を加えると、グルコースとフルクトースが米の内部に浸透し保水性を高め、さらに加熱されたアミラーゼが米に含まれるデンプンをブドウ糖に転化することで味を高める効果をもたらす。
そのほか、調味料としての蜂蜜はリンゴ、レンコン、ゴボウなどの褐色変化を防ぐ、イースト菌の発酵を促進するといった効果をもたらす。

#### 蜂蜜酒

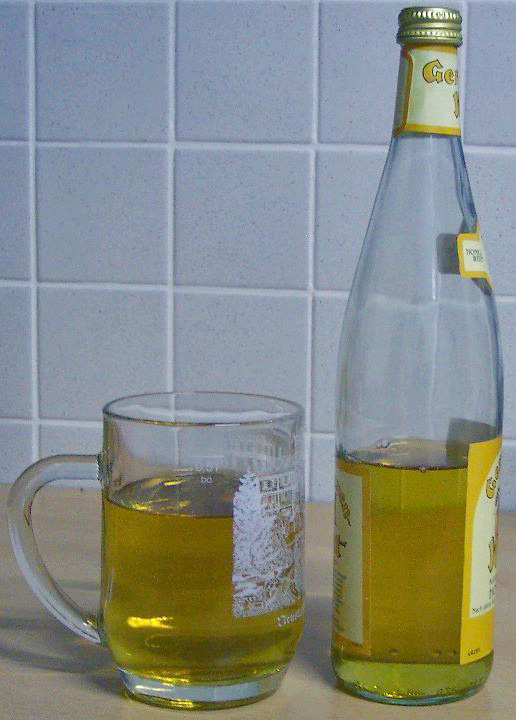
蜂蜜酒

蜂蜜と水が混ざった液体（蜂蜜水）の糖分が発酵すると、アルコールへと変化する。その結果、出来上がるのが蜂蜜酒で、人類最古の酒とされる。蜂蜜には耐糖性の酵母が含まれており、発酵しやすく、水で割って温かいところに置くだけで蜂蜜酒を作ることができる。蜂蜜酒は古代のヨーロッパ、とりわけ北欧で愛飲され、人々の暮しと密接に関わっていた。北欧神話には蜂蜜酒が度々登場する。古代ギリシャ人はワインを飲むようになる前は蜂蜜酒を愛飲しており、ギリシア神話に登場する豊穣とブドウ酒と酩酊の神ディオニューソスはもとは蜂蜜酒の神であったといわれている。ローマ時代には各家庭が常備薬として蜂蜜酒を置いた。「ハネムーン」という言葉は、夫婦が新婚の1か月間を蜂蜜酒を飲みながら過ごすという古代ゲルマン民族の風習が起源であるともいわれている。ビールやワインの登場後も蜂蜜酒はヨーロッパにおいて地酒として愛飲された。
古代ローマの文献には次のような蜂蜜酒の製造法が記録されている。
蜂蜜酒の発酵について人類は当初、蜂蜜に含まれる野生酵母に頼っていたが、発酵の早さや発酵の結果得られる風味を調整する技法を身に付けていった。
オラウス・マグヌスの著書『北方民族文化誌』には、中世の北欧における、「生ビール風蜂蜜酒」というべき蜂蜜酒の製法として次のようなものが記されている。

### 薬用
蜂蜜については、人類の長年にわたる経験をもとに、古来様々な薬効が謳われてきた。旧約聖書には、「心地良い言葉は、蜂蜜のように魂に甘く、身体を健やかにする」ということわざが登場する。この言葉から、人類が早くから蜂蜜の健康上の効能について認識していたことが窺える。
古代エジプトの医学書『エーベルス・パピルス』および『エドウィン・スミス・パピルス』には内用薬および外用薬（軟膏剤、湿布薬 、坐薬）への蜂蜜の活用が描かれている。旧約聖書の『サムエル記・上』には疲労と空腹により目のかすみを覚えたヨナタンが蜂蜜を食べて回復する逸話が登場する。
古代ギリシャでは医学者のヒポクラテスが炎症や潰瘍、吹き出物などに対する蜂蜜の治癒効果を称賛している。紀元前五世紀にヒポクラテスが書き残した、ハチミツで甘みをつけた「マムシの粉末」の処方は、十四世紀半ば人々が伝染病から身を守るのに再び使われた。古代ローマの皇帝ネロの侍医アンドロマコスは、蜂蜜を使った膏薬テリアカを考案した。テリアカは狂犬病に罹った犬や毒蛇に噛まれた際の、さらにはペストの治療薬として用いられた。テリアカの存在は奈良時代に日本へ伝えられ、江戸時代になってオランダ人によって現物が持ち込まれた。
中国の本草書『神農本草経』（成立は後漢から三国時代の頃）には「石蜜」と呼ばれる野生の蜂蜜の効用について、「心腹の邪気による病を治し、驚きやすい神経不安の病やてんかんの発作をしずめる。五臓（心臓、肝臓、肺臓、腎臓、脾臓）を安らかにし、諸不足に気を益し、中を補い、痛みを止め、解毒し多くの病を除き、あらゆる薬とよく調和する。これを長く服用すれば、志を強くし、身体の動きが軽くなり、飢えることもなく、老いることもない」と記されており、中国最古の処方集である『五十二病方』（戦国時代）には蜂蜜を用いた利尿剤の処方が記されている。明代の薬学書『本草綱目』には「十二臓腑ノ病ニ宜シカラズトイフモノナシ」と、あらゆる疾病に対し有効な万能薬と記述されている。同書には張仲景による医学書『傷寒論』を引用する形で、蜂蜜を使った外用薬（坐薬）の作り方も登場する。
日本の医学書『大同類聚方』には「須波知乃阿免」（すばちのあめ）が見える。須波知（巣蜂）とはハチの巣のことである。ただし旧暦8月に土の中から掘り出して採るとしており、ハナバチの仲間ではマルハナバチが巣を土の中に作る。
漢方薬では生薬の粉末を蜂蜜で練って丸剤（丸薬）をつくる。例として八味地黄丸がある。江戸時代の医師栗本昌蔵は、著書の中で丸薬を作る際の蜂蜜の使い方について解説している。
日本薬局方においても生薬の一つとして扱われており、ヨーロッパミツバチまたはトウヨウミツバチが巣に集めたものとされている。2024年時点では小堺製薬や山善製薬、健栄製薬から第三類医薬品「日本薬局方 ハチミツ」として販売されている。丸薬の結合剤、味を整えるためや栄養剤としての利用のほか、粘膜や皮膚の保護剤として用いられている。

#### 薬効とその科学的根拠
古来謳われてきた薬効について科学的な検証を行ったところ、ある程度の信憑性が確認されている。
蜂蜜は砂糖と同様に、脳と心臓血管系に悪影響を及ぼすが、上気道感染症（風邪など）の症状である喉の痛みや咳が出る場合は、蜂蜜がその症状を軽減する可能性があると2020年11月にハーバード大学医学院で公開された。蜂蜜には抗菌特性があり、科学者は、大人（1歳以下の子供ではない）では、上気道感染症（風邪など）の症状に対処するための無害な方法であると結論付けたが、抗菌特性は限られた条件で有効であると報告されている。
蜂蜜は古来、外科的な治療に用いられてきた。古代ローマの軍隊では、蜂蜜に浸した包帯を使って傷の治療を行っていた。蜂蜜は無毒であり非アレルギー性で、傷にくっつくことはなく、痛みを与えず、心を落ち着かせ、殺菌スペクトルは広域で、抗生物質の耐性菌にも有効であり、かつ耐性菌を生まない。元となる花の種類は効果に差を生じさせないようである。創傷（けが）に有効性を示した研究は少なくなく、火傷では流水後、火傷に直接つけるかガーゼに浸潤させたり、また閉塞性のドレッシング材にて覆ってもいい。交換頻度は、滲出液によってハチミツが薄まる速度に応じて行う。
蜂蜜には強い殺菌力のあることが確認されており、チフス菌は48時間以内に、パラチフス菌は24時間、赤痢菌は10時間で死滅する。また、皮膚の移植片を清浄で希釈や加工のされていない蜂蜜の中に入れたところ、12週間保存することに成功したという報告がある。蜂蜜の殺菌力の根拠についてカナダのロックヘッドは、浸透圧が高いことと、水素イオン指数が3.2ないし4.9で弱酸性であることを挙げている。蜂蜜の持つ高い糖分は細菌から水分を奪って増殖を抑える効果をもたらし、3.2ないし4.9という水素イオン指数は細菌の繁殖に向いていない。しかしながらポーランドのイズデブスカによって、蜂蜜に水を混ぜて濃度を10分の1に薄めても殺菌力を発揮することが確認され、ロックヘッドの主張と両立しないことが明らかとなった。アメリカのベックは、皮膚のただれた箇所に蜂蜜を塗って包帯を巻くとリンパが分泌され、それにより殺菌消毒の効果が得られると主張している。前述のように蜂蜜に含まれる酵素グルコースオキシターゼは、グルコースから有機酸（グルコン酸）を作り出すが、その過程で生じる過酸化水素には殺菌作用がある。人類は古くから蜂蜜がもつ殺菌力に気付いていたと考えられ、防腐剤として活用した。
蜂蜜は古来瀉下薬として用いられ、同時に下痢にも効くとされてきた。蜂蜜に含まれるグルコン酸には腸内のビフィズス菌を増やす効能があり、これが便秘に効く理由と考えられる。フランスの医学者ドマードは、悪性の下痢を発症し極度の栄養失調状態にある生後8か月の乳児に水と蜂蜜だけを8日間、続けてヤギの乳と水を1:2の割合で混ぜたものを与えたところ、健康状態を完全に回復させることに成功したと報告している。これは、蜂蜜のもつ殺菌作用によって腸内環境が改善されたためと考えられている。
古代エジプトの医学書中には盲目の馬の目を塩を混ぜた蜂蜜で3日間洗ったところ目が見えるようになったという記述が登場する。また、マヤ文明ではハリナシバチが作った蜂蜜を眼病の治療に用いていた。その後、蜂蜜が白内障の治療に有効であることが科学的に明らかとなった。インドでは20世紀半ばにおいて、蜂蜜が眼病の特効薬といわれていた。
欧米には「ハチミツがガンに効くという漠然とした"信仰"に近いもの」が根強く存在する。1952年に西ドイツのアントンらが19000人あまりを対象に職業別の悪性腫瘍発症率を調べたところ、ほとんどの職業において1000人中2人の割合であったところ、養蜂業の従事者については1000人中0.36人の割合であった。この結果からは養蜂業従事者の生活習慣の中に悪性腫瘍を抑制する要因があることが読み取れるが、それを蜂蜜の摂取に求める見解がある。フランスのアヴァスらは、動物実験によってハチミツに悪性腫瘍を抑制する作用があることを確認している。また、前述のように蜂蜜には生成の過程でローヤルゼリーに含まれる物質が混入すると考えられているが、カナダのタウンゼンドらはローヤルゼリーの中に悪性腫瘍を抑制する物質（10-ヒドロキシデセン酸）を発見している。
二日酔いには蜂蜜入りの冷たい水が有効であるとされる。蜂蜜に含まれるフルクトースは、肝臓がもつアルコール分解機能を強化する効果をもち、さらにコリンやパントテン酸にも肝臓の機能を高める作用がある。デンマークの医師ラーセンは、泥酔者に蜂蜜を飲ませたところ、短時間で酔いから覚めたと報告している。また、ルーマニアのスタンボリューは124人の肝臓病患者が蜂蜜を摂取することにより全快したと報告している。
古代ローマの詩人オウィディウスは『恋愛術（恋の技法）』の中で、精力剤としてヒュメトス産の蜂蜜を挙げている。蜂蜜の精力増強作用について、19世紀の科学者は懐疑的であったが、20世紀に入りイタリアのセロナは0.9グラムの蜂蜜中に20国際単位の発情物質が含まれると発表した。
蜂蜜には血圧を下げる効能があるといわれてきた。蜂蜜にはカリウムが多く含まれるが、食塩を過剰に摂取した際にカリウムを摂取すると血圧を下げることができる。また、蜂蜜に含まれるコリンには高血圧の原因となるコレステロールを除去する効果がある。
古代エジプトや中国の文献には、蜂蜜の駆虫作用に関する記述がみられ、甘草と小麦粉、蜂蜜から作った漢方薬「甘草粉蜜糖」は駆虫薬として知られる。1952年（昭和27年）に日本の岐阜県岐阜市にある小学校で実験が行われ、蜂蜜を飲んだ小学生の便からは回虫の卵がなくなるという結果が得られた。蜂蜜に含まれるどの成分が駆虫作用をもたらすかについては明らかになっていない。
その他に、鎮静作用が認められ、咳止め、鎮痛剤、神経痛およびリウマチ、消化性潰瘍、糖尿病に対する効能が謳われている。

### 化粧品
蜂蜜は、古代エジプト・ギリシャの時代から化粧品に用いられ、クレオパトラ7世は蜂蜜を用いて化粧をし、古代ローマの皇帝ネロの妻は蜂蜜とロバの乳を混ぜたローションを使っていたと伝えられている。蜂蜜を用いた最も有名な化粧品の一つとして、パックが挙げられる。蜂蜜の糖分には肌を整える働きがあり、ビタミンB1には皮膚の血行をよくし、新陳代謝を高める作用がある。

### 芳香剤
蜂蜜は古来、芳香剤として利用されてきた。古代エジプトには蜂蜜と没薬、松脂、ワインに浸した菖蒲やシナモンを混ぜて作られたキフィーと呼ばれる煉香があった。古代の中国にも蜂蜜を用いた煉香があった。平安時代の日本にも蜂蜜を使った香があり、『源氏物語』「鈴虫」の冒頭には「荷葉の方をあはせたる名香、蜜をかくしほろろげて、たき匂はしたる」という記述が登場する。小一条院皇后の女房であった人物は、蜂蜜を用いた香には虫が湧くという記録を残している。香の中には飴のようになめて使うものもあり、服用を続けると顔を洗った水や抱いた子供にまで匂いが移ったとされる。タバコの中には香りの調整に蜂蜜を使用しているものもある。

### 画材
西洋では古くから、水彩絵の具などを組成する顔料の保湿剤として、中世から近世にかけて画家たちの重要な地位を占めたが、化学合成法によるグリセリン等安価な物質が台頭。価格面から対抗できなくなった現在では、伝統的な手法に則った絵の具メーカー品や、通常メーカーが偶に出す特別品があるのみである。

### 防腐処理
蜂蜜は死者の防腐処理に使われ、墓にも入れられた。死者が死後の世界で味わうためである。

## 蜂蜜の種類

### 蜜源植物による分類

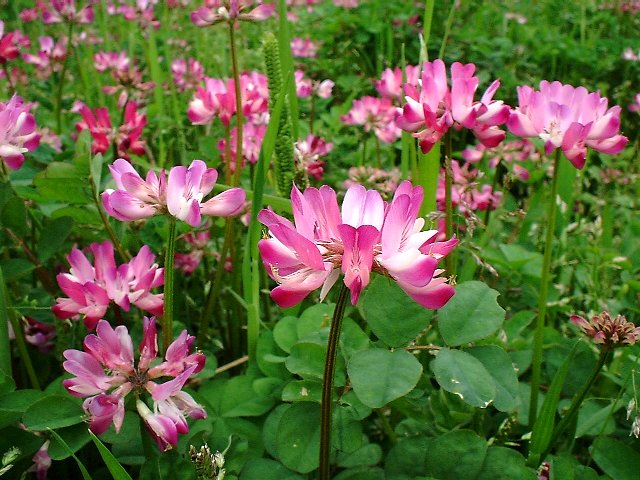
日本における代表的な蜜源植物であるレンゲ

蜜源となりうる花が複数ある場合、複数の花の蜜が混じった蜂蜜ができるのではないかと考えられがちである。しかし、ミツバチには一つの花から蜜を採集すると、可能な限り他の花の蜜を採集しないという性質がある（訪花の一定性）。さらに蜜蜂にはミツバチのダンスと呼ばれる8の字に飛び回る行動によって仲間に蜜源を知らせる習性があるが、豊富な蜜源については激しく飛び回って知らせる一方、貧弱な蜜源についてはほとんど、時にはまったく教えようとしない。このような理由から、現実には（厳密にはわずかな混入は避けられないが）ほぼ純粋に一つの花から蜜を採集して作られた蜂蜜を採集することが可能である。蜂蜜は主要な蜜源植物によってレンゲ蜜、アカシア蜜などと分類され、蜜源植物が複数ある場合には「百花蜜」と呼ばれる。人間の手で蜜がブレンドされた場合も百花蜜という。
蜂蜜の風味や色は、蜜源となった花の種類によって異なる。同じ種類の花から作られた蜂蜜でも地域によって（主に採蜜法の違いから）品質が異なる。国や地域によって好みが分かれる蜂蜜もあり、たとえばソバ蜜は日本で敬遠される一方、フランスではジンジャーブレッドの原料として重宝されている。同様にセイヨウボダイジュ（シナノキ科）の蜂蜜はドイツやロシアでは最高級品とされるが、日本ではレンゲやアカシア、トチノキ、さらにはドイツではあまりに評価が低くミツバチの餌にされているナタネの蜂蜜よりも格が落ちる。養蜂家の渡辺孝は、香りの強い蜂蜜が日本では敬遠され、ヨーロッパでは好まれる傾向があると指摘する。中国では荊条（ニンジンボク、華北産が有名）、棗（ナツメ、華北）、槐樹（エンジュ、東北）、椴樹（ダンジュ、長白山）、荔枝（レイシ、華南）の花から採れた蜂蜜を「五大名蜜」と呼び、広く食されている。
なお、一部ではミツバチが採蜜のために訪れるとは考えにくい花（スズランなど）や、開花時期の関係から採蜜が不可能な花（ウメなど）の名前を冠する蜂蜜が販売されていることもあり、注意を要する。

### 蜂蜜の色による分類

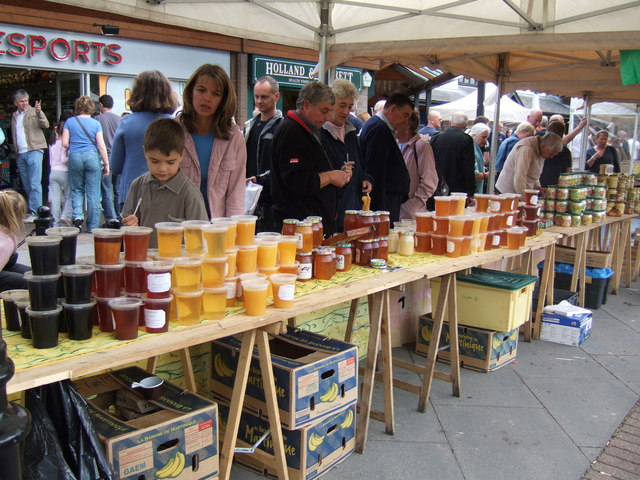
さまざまな色の蜂蜜

アメリカ合衆国では、蜂蜜の色を基準にした分類法も存在する。ただし色が同じ蜂蜜の味が同じとは限らず、蜜源植物が同じであっても貯蔵される巣の状態によって色が異なる。

### 物質の状態による分類
採集された蜂蜜は液体であるが、これを固体の状態にした蜂蜜も存在する。具体的には粉末にしたもの、飴玉状のものがある。

### 甘露蜜
アブラムシが食物の植物篩管液に過剰に含まれる糖分を分離して排泄した甘露をミツバチが採集したものを甘露蜜という。これは厳密には蜂蜜の定義に当てはまらないものであるが、ドイツでモミなどの針葉樹に寄生するアブラムシに由来する甘露蜜がモミのハチミツ（Tannenhonig）として最高級品の扱いを受けるなど、ゲルマン諸国で人気が高い。甘露ハチミツの色は黒や褐色で、日本では小笠原諸島で採れる。

## 安全性

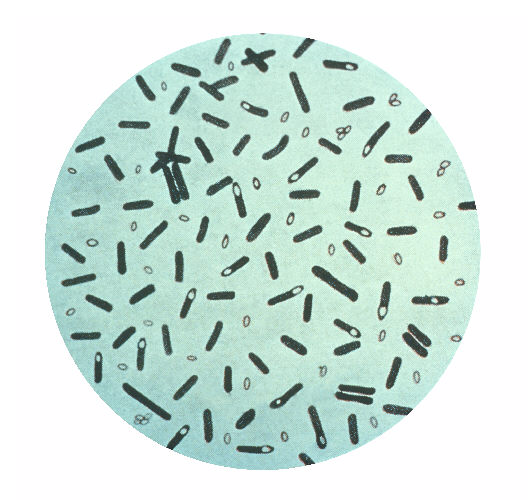
ボツリヌス菌。乳児が蜂蜜を摂取すると、乳児ボツリヌス症を発症する。

### 乳児ボツリヌス症
小児科学者の詫摩武人は臨床実験の結果、蜂蜜を与えられた乳幼児には砂糖を与えられた乳幼児と比べて発育がよく、下痢などの疾病の発症率が低下する、赤血球数および血色素量が増加するなど複数の好ましい現象が確認されたと報告している。その他にも蜂蜜が乳幼児の発育の好ましい結果をもたらすという報告が多くされている。ギリシア神話には、ゼウスやその子ディオニューソスが、蜂蜜と羊の乳を与えられて育つ逸話が登場する。
しかしながら、蜂蜜の中には芽胞を形成し活動を休止したボツリヌス菌が含まれている場合がある。この芽胞は、高温高圧による滅菌処理（120℃で4分以上）の加熱で不活性化されるが、蜂蜜においては酵素が変質するのでこの処理は不向きである。日本の厚生省（当時）の調査によると、およそ5%の蜂蜜からボツリヌス菌の芽胞が発見された。
通常は摂取してもそのまま体外に排出されるが、乳児が摂取すると、芽胞の発芽を妨げる腸内細菌叢が備わっていないため、体内で発芽して毒素を出し、中毒症状「乳児ボツリヌス症」を引き起こし、最悪の場合は死亡に至る。このため、現在は乳児には絶対に与えてはならない食品の一つとなっている。日本では1987年（昭和62年）に厚生省が「1歳未満の乳児には与えてはならない」通達を出しており、蜂蜜を含む食品には「1歳未満の乳児には与えない」旨の表示をすることになっている。生後1歳以上になると腸内環境が整う時期となるので避ける必要はない。
2017年（平成29年）3月30日、離乳食として与えられた蜂蜜に起因する乳児ボツリヌス症により、生後6か月の男児が死亡した（同年4月7日、東京都庁による発表）。

### 有毒蜜源植物
専門の蜂蜜採集業者によるハチミツでの中毒報告例は極めて希であるが、蜜源植物として意図しない有毒植物からの蜜が混入していることがあり、食中毒事例が報告されている。
例えばトリカブト、レンゲツツジ、ホツツジの花粉や蜜は有毒であるほか、ニュージーランド産ではドクウツギ科の低木 Coriaria arborea が問題になる。
世界的にはツツジ科の有毒性は古くから知られ、紀元前4世紀のギリシャの軍人・著述家のクセノフォンは、兵士たちがツツジ属植物やハナヒリノキの蜜に由来する蜂蜜を食べ、中毒症状を起こした様子を記録している。古代ローマ時代にもグナエウス・ポンペイウス率いる軍勢が敵の策略にはまり、ツツジに由来する蜂蜜を食べて中毒症状を起こしたところを襲われ、兵士が殺害されたという話がある。

## 生産量
| 年度 | 1990年              | 2000年              | 2009年              |
| ---- | ------------------- | ------------------- | ------------------- |
| 1位  | ソビエト連邦 23.6   | 中華人民共和国 25.1 | 中華人民共和国 40.7 |
| 2位  | 中華人民共和国 19.7 | アメリカ合衆国 10.0 | アルゼンチン 8.3    |
| 3位  | アメリカ合衆国 9.0  | アルゼンチン 9.3    | トルコ 8.2          |
| 4位  | メキシコ 6.6        | トルコ 6.1          | ウクライナ 7.4      |
| 5位  | トルコ 5.1          | メキシコ 5.9        | アメリカ合衆国 6.5  |

世界全体での蜂蜜の生産量は年間で推定約120万トンである。1990年代の主要な国および地域別の生産量は中華人民共和国が20万トン強、旧ソ連地域が20万トン弱、アメリカ合衆国が10万トン前後で、これら3地域の生産量が全体の半分近くを占めていた。しかしながら、ソ連崩壊後の内戦などの影響によってタジキスタンでは蜂蜜生産量が1/12にまで激減するなど、旧ソ連地域での蜂蜜生産量は減少している。2009年には蜂蜜生産量上位20か国に見られる旧ソ連地域の国はウクライナとロシア連邦のみであり、その生産量は合わせて13万トンほどである。また、アメリカでは2006年以降起こっている蜂群崩壊症候群によってミツバチが大量に死滅して養蜂業が多大な影響を受けており、2009年の生産量は世界5位の6万5000トンにまで落ち込んでいる。一方で中国はソ連崩壊以降生産量世界1位でありつづけ、2009年には1990年のおよそ2倍となる40万7000tを生産している。アルゼンチンは1990年頃までは4万トン程度の生産量であったが、パンパ周辺地域などへ養蜂地域が拡大されたことなどにより生産量が増加し、2005年以降は世界2位の生産量となっている。